# Euryplacidae
Euryplacidae is een familie van krabben, behorende tot de superfamilie Goneplacoidea.

## Systematiek
In deze familie worden volgende genera onderscheiden: 
- Eucrate De Haan, 1835 [in De Haan, 1833–1850]
- Euryplax Stimpson, 1859a
- Frevillea A. Milne-Edwards, 1880
- Heteroplax Stimpson, 1858b
- Machaerus Leach, 1818a
- Nancyplax Lemaitre, García-Gómez, von Sternberg & N. H. Campos, 2001
- Psopheticoides T. Sakai, 1969
- Sotoplax Guinot, 1984
- Trizocarcinus Rathbun, 1914b
- Xenocrate Ng & Castro, 2007

### Uitgestorven
- Chirinocarcinus  † Karasawa & Schweitzer, 2004
- Chlinocephalus  † Ristori, 1886
- Corallicarcinus  † Müller & Collins, 1991
- Orbitoplax  † Tucker & Feldmann, 1990
- Palaeopsopheticus  † C.-H. Hu & Tao, 1996
- Simonellia  † Vinassa de Regny, 1897
- Stoaplax  † Vega, Cosma, Coutiño, Feldmann, Nyborg, Schweitzer & Waugh, 2001
- Viaplax  † Karasawa & Kato, 2003